# David Uip
David Everson Uip (São Paulo, 16 de abril de 1952) é um médico infectologista brasileiro, ex-diretor-executivo do Instituto do Coração de São Paulo (Incor) da Faculdade de Medicina da Universidade de São Paulo e do Instituto de Infectologia Emílio Ribas. É considerado um dos maiores especialistas em doenças infecciosas, em especial a AIDS, do país.  Foi secretário estadual da saúde do Estado de São Paulo entre os anos de 2013 a 2018. Atualmente é secretário de Ciência, Pesquisa e Desenvolvimento em Saúde de São Paulo.

## Biografia

### Formação e carreira
Formado em medicina pela Faculdade de Medicina da Fundação do ABC, com mestrado e doutorado em Doenças Infecciosas e Parasitárias pela Faculdade de Medicina da Universidade de São Paulo (FMUSP), hoje é professor livre-docente pela Faculdade de Medicina da USP e professor titular na FMABC, dirige o Instituto de Infectologia Emílio Ribas, além de integra o corpo clínico do Hospital Sírio-Libanês, em São Paulo. Uip também atende na clínica Prof. David Uip, nos Jardins, Zona Oeste da capital paulista.
Respeitado internacionalmente por seu trabalho no combate à Aids, o infectologista fundou e dirigiu, por oito anos, a Casa da Aids, unidade de tratamento gratuito que é referência na prevenção e tratamento da doença. Em 2003, coordenou o esforço de cooperação para conter o avanço do vírus HIV em Angola, na África.

### Vida pública
Em dezembro de 1998 selou amizade com então governador de São Paulo Mário Covas, Uip possuia grande amizade de Covas quando o governador sofreu cirurgia para a retirada de dois tumores malignos. Para garantir a sua vida, Uip montou uma verdadeira equipe médica, com mais de uma centena de profissionais entre enfermeiras, cirurgiões, fisioterapeutas e farmacêuticos. A recuperação do governador fez com que ele ganhasse notoriedade fora da sua especialidade.
O infectologista já exerceu o cargo de diretor executivo do Instituto do Coração do Hospital das Clínicas de São Paulo, entre 2003 e 2008, diretor-presidente da Fundação Zerbini entre 2007 e 2008.
Em 2009 assumiu a diretoria do Instituto de Infectologia Emílio Ribas, referência nacional no atendimento de doenças infectocontagiosas, com quase 150 anos de história.
Em 2013, foi nomeado secretário da Saúde de São Paulo, pelo então governador Geraldo Alckmin. Na pasta coordenou as políticas de enfrentamento às epidemias de dengue, H1N1, Chikungunya, Zika e Febre Amarela. Deixou a pasta em 2018, quando Márcio França assumiu o governo estadual.
Atualmente é diretor da Faculdade de Medicina do ABC, o FMABC..
É um dos principais representantes do estado de São Paulo durante a pandemia de COVID-19 no Brasil e foi diagnosticado positivo para a doença em 23 de março de 2020.
Desde maio de 2022, o infectologista ocupa o cargo de secretário de Ciência, Pesquisa e Desenvolvimento em Saúde de São Paulo no governo de Rodrigo Garcia. No dia 28 de outubro de 2022, David Uip pediu desfiliação do PSDB após 27 anos na legenda. Na ocasião, ele afirmou que não tinha recebido nenhum convite para participar do governo Lula. No dia 9 de novembro, Uip foi nomeado como um dos integrantes do grupo técnico de transição na área da Saúde do Governo Lula (2023–2027).